# Pétur Gunnarsson
Pour les articles homonymes, voir Gunnarsson.
Œuvres principales
Punktur, punktur, komma, strik (1976)
Pétur Gunnarsson (né le 15 juin 1947 à Reykjavik en Islande) est un écrivain islandais.

## Biographie
Pétur Gunnarsson naît le 15 juin 1947 à Reykjavik en Islande. Il vient étudier en France, où il obtient une maîtrise de philosophie à l'université d'Aix-Marseille en 1975.
Ses toutes premières publications paraissent dans le magazine Tímarit Máls og menningar, au comité rédactionnel duquel il participe pendant longtemps. En 1973, Pétur Gunnarsson publie un recueil de poésie, Splunkunýr dagur (qui signifie Un tout nouveau jour). En 1976, il publie son premier roman, Punktur, punktur, komma, strik (Point, point, virgule, tiret), qui suit le quotidien et les interrogations d'un jeune citadin, Andri Haraldsson, dans l'Islande des années 1960. Le livre remporte un succès critique et populaire immédiat, est rapidement étudié dans les écoles et devient un classique. Le livre est adapté au cinéma par Þorsteinn Jónsson en mars 1980, également avec succès,. Gunnarsson consacre trois autres livres au personnage d'Andri. 
Pétur Gunnarsson se lance peu après dans le théâtre, en 1977, avec deux pièces : Grænjaxlar, qu'il écrit pour le Théâtre national d'Islande, et Krókmakarabærinn, en coopération avec l'École dramaturgique d'Islande. La même année, il collabore à un album de musique, Lög unga fólksins, dont il écrit les paroles. Il publie régulièrement des romans et des essais. 
Pétur Gunnarsson exerce également des activités de traducteur, notamment du français vers l'islandais : il traduit en 1995 Madame Bovary de Flaubert (Frú Bovary), traduction qui lui vaut le Prix culturel DV en 1996, et Du côté de chez Swann, le premier volume de À la recherche du temps perdu de Proust, en 1997-1998 (Í leit að glötuðum tíma : leiðin til Swann).
De 1977 à 1981, Pétur Gunnarsson est membre du bureau de l'Alliance française en Islande, dont il est président en 1980-1981.  En 2006, il devient président de l'Union des écrivains islandais.

## Œuvre
- 1973  Splunkunýr dagur, recueil de poèmes.
- Tétralogie romanesque d'Andri Haraldsson :
  - 1976 : Point, point, virgule, tiret (Punktur, punktur, komma, strik), traduit en français en 1999 par Régis Boyer aux éditions Joseph K.
  - 1978 : Ég um mig frá mér til mín
  - 1982 : Persónum og leikendum
  - 1985 : Sagan öll
- 1977 : Grænjaxlar, pièce de théâtre.
- 1977 : Krókmakarabærinn, pièce de théâtre.
- 1987 : Sykri og brauði
- 1990 : Hversdagshöllinn
- 1991 : Dýrðin á ásýnd hlutanna
- 1994 : Efstu dagar
- 1997 : Heimkoma
- 1999 : Vasabók, recueil d'essais.
- 1999 : Aldarför
- Cycle Skáldsaga Íslands :
  - 2000 : Myndin af heiminum: Skáldsaga Íslands
  - 2002 : Leiðin til Rómar: Skáldsaga Íslands II
  - 2004 : Vélar tímans: Skáldsaga Íslands III
- 2003 : Að baki daganna, recueil de poèmes.
- 2007 : ÞÞ - í fátæktarlandi: Þroskasaga Þórbergs Þórðarsonar
- 2009 : ÞÞ - í forheimskunarlandi